# Defekt
Defekt (с нем. — «Испорченный») — третий студийный альбом немецкой группы Oomph!, вышедший в июне 1995 года на лейбле Dynamica.

## Об альбоме
Defekt более тяжелый и агрессивный альбом в сравнении с предшествующими двумя.
Роберт Флюкс рассказывает о том, как было найдено название для этого альбома: «Обычно названия альбомов определяются к концу работы над ними. Но с Defekt произошла такая история: мы принесли черновой вариант работы эксперту для прослушивания, но компакт-диск оказался испорченным. Эксперт вернул нам его с надписью „CD Defekt“. Мы посмотрели друг на друга и пришли к мнению, что лучшего названия для альбома не найти».

## Список композиций
1. "Hate Sweet Hate" («Ненависть, милая ненависть») 5:35
2. "Ice-Coffin" («Ледяной гроб») 4:55
3. "Willst Du Hoffnung?" («Ты хочешь надежды?») 5:03
4. "Hello My Name Is Cancer" («Привет, меня зовут рак») 3:51
5. "Zeitweilig incontinent" («Временно страдающий недержанием")  2:01
6. "Hast Du geglaubt?" («Неужели ты поверила?») 4:33
7. "Come and Kick Me" («Подойди и пни меня») 6:24
8. "Turn the Knife" («Проверни нож») 4:57
9. "Decubitus Vulgaris" ("Пролежень Обыкновенная") 2:08
10. "Mitten ins Herz" («Прямо в сердце») 5:05
11. "Your Love Is Killing Me" («Твоя любовь убивает меня») 4:03
12. "Defekt" («Испорченный») 10:21

### Бонус-треки (переиздание)
13. Fleisch ("Плоть")
14. Asshole ("Кретин")
15. A.L.I.V.E. ("Ж.И.В.О.Й.")
16. Ice-Coffin (Haujobb Mix)

## Синглы
- «Ice-Coffin»

## Видеоклипы
- «Ice-Coffin»